# Les Nymphes de Diane
Les Nymphes de Diane est un opéra-comique de Charles-Simon Favart, représenté pour la première fois à Bruxelles, au Théâtre de la Monnaie, le 1er juin 1747, par la troupe du maréchal de Saxe dirigée par Favart.

## Distribution
- Séverine, grande prêtresse de Diane : Mlle Durancy
- Cyane, confidente de Séverine : Mlle D'Hannetaire
- Églé, nymphe : Mlle Jacmont
- Thémire : Mlle Chantilly
- L'Amour : la petite Evrard
- Agénor, amant de Thémire : Durancy
- Cliton, valet d'Agénore : L'Écluse
- Un satyre : Rebours
- La nymphe Gangan : Alexandre
- Chœur de nymphes
- Troupe de bergers & de satyres